# 歩協
歩 協（ほ きょう、生没年不詳）は、中国三国時代の呉の武将。徐州臨淮郡淮陰県の人。父は歩騭。弟は歩闡。子は歩璣・歩璿。

## 生涯
父の歩騭の死後、父の臨湘侯の爵位と軍隊を継いで何度か戦功を立て、最終的には撫軍将軍に昇進した。
永安7年（264年）、蜀漢が魏に滅ぼされた際（蜀漢の滅亡）、陸抗・留平・盛曼らを率いて永安を攻めたが、羅憲の前に大敗した。なおも半年間永安を包囲し続けたが、魏の胡烈が来援したため、永安を陥落させられずに撤退した。その後しばらくして亡くなったという。

## 子孫
2人の子は、歩闡が謀反を起こした際に人質として洛陽に送られた。長男の歩璣は、歩協の死後、臨湘侯の爵位を継いでいたが、西晋により監江陵諸軍事・左将軍・散騎常侍・廬陵太守に任じられ、また江陵侯に改封されて西陵に戻り、陸抗らに敗れて歩闡と共に処刑された（西陵の戦い）。次男の歩璿は、給事中・宣威将軍・都郷侯に封じられて洛陽に人質として留め置かれたため一族の中で唯一生き延び、祖先の祭を継いだという。